# Rock 'N' Roll Train
Rock 'N' Roll Train — пісня австралійської рок-групи AC/DC із альбому Black Ice. Спочатку композицію хотіли назвати «Runaway Train». Вперше шанувальники групи почули її 15 серпня 2008 року в Лондоні під час зйомок кліпу.

## Список композицій
1. «Rock 'n' Roll Train» — 4:21
2. «War Machine» — 3:09

## Нагороди
У 2009 році «Rock 'N' Roll Train» був номінований на премію Греммі в категорії «Найкраще вокальне рок виконання дуетом або групою».

## Місце в чартах
| Chart (2008)                              | Peak position |
| ----------------------------------------- | ------------- |
| Canada (Canadian Hot 100)                 | 45            |
| Japan (Japan Hot 100)                     | 44            |
| U.S. Billboard Hot Mainstream Rock Tracks | 1             |
| U.S. Billboard Hot Modern Rock Tracks     | 25            |
| U.S. Billboard Hot Dance Club Play        | 30            |

## Музиканти
- Брайан Джонсон — вокал
- Анґус Янґ — електрогітара
- Малколм Янґ — ритм-гітара
- Вільямс Кліфф — бас-гітара
- Філ Радд — барабани

## Зовнінші посилання
- Кліп на ресурсі Youtube [Архівовано 17 травня 2018 у Wayback Machine.]